# 北京外经贸集团
北京对外经贸控股集团有限公司（Beijing Foreign Economic & Trade Holding Group Co., Ltd.，简称北京外经贸集团），是北京市国资委监管的北京市属国有企业。公司成立于1994年11月8日，主营业务包括贸易经纪与代理，投资与资产管理。公司主要经营的进出口商品有：机械设备、服装、针棉织品、药品及医疗器械、高档传统工艺品、珠宝首饰、玩具、酒类、食品等。
集团现有直接投资企业有35家，其中全资企业15家，控股企业15家，参股企业5家。公司旗下拥有“懋隆”中华老字号品牌，丰收牌、金鱼牌、如意牌三个北京市著名商标，其中丰收牌葡萄酒于2002年9月荣获“中国名牌产品证书”。